# Staffordshire West and Congleton (circonscription du Parlement européen)
Avant l’adoption uniforme de la représentation proportionnelle en 1999, le Royaume-Uni utilisait le système uninominal à un tour pour les élections européennes en Angleterre, en Écosse et au pays de Galles. Les conscriptions du Parlement européen utilisées dans ce système étaient plus petites que les circonscriptions régionales les plus récentes et ne comptaient chacune qu'un seul membre au Parlement européen.
La circonscription de Staffordshire West and Congleton en faisait partie.
Il s'agissait des circonscriptions parlementaires du Parlement de Westminster, à savoir Congleton, Newcastle-under-Lyme, South Staffordshire, Stafford, Stoke-on-Trent Central, Stoke-on-Trent North et Stoke-on-Trent South.

## Membre du Parlement européen
| Election                    | Election | Membre         | Parti  |
| --------------------------- | -------- | -------------- | ------ |
|                             | 1994     | Michael Tappin | Labour |
| 1999 circonscription abolie |          |                |        |

## Résultats des élections
Les candidats élus sont indiqués en gras.
| Suffrages exprimés | Suffrages exprimés | Suffrages exprimés | 158 783   |             |  |  |
|                    |                    |                    |           |             |  |  |
|                    | Candidat           | Parti              | Suffrages | Pourcentage |  |  |
|                    | Michael Tappin     | Labour             | 84 337    | 53,11 %     |  |  |
|                    | A.G. Brown         | Conservateur       | 44 060    | 27,75 %     |  |  |
|                    | H.J. Stevens       | Liberal Democrats  | 24 430    | 15,39 %     |  |  |
|                    | D.L. Hoppe         | Green              | 4 553     | 2,87 %      |  |  |
|                    | P.D.M. Lines       | Natural Law        | 1 403     | 0,88 %      |  |  |